# A Kind of Magic (lied)
A Kind of Magic is een nummer van de Britse band Queen van hun album A Kind of Magic en geschreven door Roger Taylor. Het was onderdeel van de soundtrack van de film Highlander waarvoor Queen de muziek schreef. De zin a kind of magic (een soort van magie) wordt in de film gebruikt door de Frans-Amerikaanse acteur Christopher Lambert en maakte zoveel indruk op Taylor dat hij er een nummer van maakte. In het nummer zitten nog meer verwijzingen naar de film (one prize, one goal en no mortal man).
Het nummer is geschreven als begeleiding voor de aftiteling van de film. Freddie Mercury maakte een remix in een popuitvoering voor het album. Hij voegde een basloop toe en herstructureerde het nummer. Desondanks wordt het nummer toegeschreven aan Roger Taylor. Op 17 maart 1986 werd het nummer eerst in de EU op single uitgebracht en op 4 juni dat jaar in Australië, Nieuw-Zeeland, Japan, de VS en Canada. Op 5 december 1988 werd het nummer op cd-single uitgebracht.

## Achtergrond
De plaat werd een wereldwijde hit en bereikte in Queens'  thuisland het Verenigd Koninkrijk de 3e positie in de UK Singles Chart. In Ierland en Zwitserland werd eveneens de 3e positie bereikt, Australië de 25e, Nieuw-Zeeland de 23e, Canada de 64e, de VS de 42e, Duitsland de 6e en Spanje en Argentinië zelfs de nummer 1-positie.
In Nederland werd de plaat veel gedraaid op Radio 3 en werd een gigantische hit in de destijds twee landelijke hitlijsten op de nationale publieke popzender. De plaat bereikte de 4e positie in de Nederlandse Top 40 en de 5e positie in de Nationale Hitparade. In de Europese hitlijst op Radio 3, de TROS Europarade, werd de 4e positie behaald.
In België bereikte de plaat de  4e positie in de voorloper van de Vlaamse Ultratop 50 en de 6e positie in de Vlaamse Radio 2 Top 30. In Wallonië werd géén notering behaald.
Sinds de editie van december 2000 staat de plaat onafgebroken genoteerd in de jaarlijkse NPO Radio 2 Top 2000 van de Nederlandse publieke radiozender NPO Radio 2, met als hoogste notering een 322e positie in 2000.

## Trivia
- In de videoclip gebruikte Brian May niet zijn beroemde gitaar de Red Special, maar een kopie uit 1984.
- In Nederland werd de videoclip destijds op televisie uitgezonden door de popprogramma's AVRO's Toppop, Countdown van Veronica en Popformule van de TROS.
- Het is het eerste nummer van Queen dat dezelfde titel heeft als het album waar het op staat.
- In de tv-serie A Kind of Magic wordt deze plaat gebruikt in de intro.

## Hitnoteringen

### Nationale Hitparade
| A Kind of Magic in de Nationale Hitparade - binnen: 29-03-1986 | A Kind of Magic in de Nationale Hitparade - binnen: 29-03-1986 | A Kind of Magic in de Nationale Hitparade - binnen: 29-03-1986 | A Kind of Magic in de Nationale Hitparade - binnen: 29-03-1986 | A Kind of Magic in de Nationale Hitparade - binnen: 29-03-1986 | A Kind of Magic in de Nationale Hitparade - binnen: 29-03-1986 | A Kind of Magic in de Nationale Hitparade - binnen: 29-03-1986 | A Kind of Magic in de Nationale Hitparade - binnen: 29-03-1986 | A Kind of Magic in de Nationale Hitparade - binnen: 29-03-1986 | A Kind of Magic in de Nationale Hitparade - binnen: 29-03-1986 | A Kind of Magic in de Nationale Hitparade - binnen: 29-03-1986 | A Kind of Magic in de Nationale Hitparade - binnen: 29-03-1986 | A Kind of Magic in de Nationale Hitparade - binnen: 29-03-1986 | A Kind of Magic in de Nationale Hitparade - binnen: 29-03-1986 | A Kind of Magic in de Nationale Hitparade - binnen: 29-03-1986 | A Kind of Magic in de Nationale Hitparade - binnen: 29-03-1986 | A Kind of Magic in de Nationale Hitparade - binnen: 29-03-1986 |
| Week                                                           | 1                                                              | 2                                                              | 3                                                              | 4                                                              | 5                                                              | 6                                                              | 7                                                              | 8                                                              | 9                                                              | 10                                                             | 11                                                             | 12                                                             | 13                                                             | 14                                                             | 15                                                             |                                                                |
| -------------------------------------------------------------- | -------------------------------------------------------------- | -------------------------------------------------------------- | -------------------------------------------------------------- | -------------------------------------------------------------- | -------------------------------------------------------------- | -------------------------------------------------------------- | -------------------------------------------------------------- | -------------------------------------------------------------- | -------------------------------------------------------------- | -------------------------------------------------------------- | -------------------------------------------------------------- | -------------------------------------------------------------- | -------------------------------------------------------------- | -------------------------------------------------------------- | -------------------------------------------------------------- | -------------------------------------------------------------- |
| Nummer                                                         | 20                                                             | 15                                                             | 12                                                             | 8                                                              | 5                                                              | 7                                                              | 7                                                              | 8                                                              | 11                                                             | 19                                                             | 22                                                             | 23                                                             | 34                                                             | 44                                                             | 43                                                             | uit                                                            |

### Nederlandse Top 40
Hitnotering: 13 weken. Hoogste notering: #4.

### TROS Europarade
Hitnotering: 19-04-1986 t/m 28-07-1986. Hoogste notering: #4 (3 weken).

### NPO Radio 2 Top 2000
| Nummer met noteringen in de NPO Radio 2 Top 2000 | '00 | '01 | '02 | '03 | '04 | '05 | '06 | '07 | '08 | '09 | '10 | '11 | '12 | '13 | '14 | '15 | '16 | '17 | '18 | '19 | '20 | '21 | '22 | '23 | '24 |
| ------------------------------------------------ | --- | --- | --- | --- | --- | --- | --- | --- | --- | --- | --- | --- | --- | --- | --- | --- | --- | --- | --- | --- | --- | --- | --- | --- | --- |
| A Kind of Magic                                  | 322 | 489 | 392 | 584 | 562 | 525 | 601 | 732 | 583 | 573 | 672 | 537 | 403 | 760 | 775 | 880 | 733 | 918 | 507 | 582 | 771 | 761 | 754 | 832 | 815 |

1. ↑  Een vetgedrukt getal geeft de hoogste notering aan.
2. ↑  2000 was het eerste jaar met een notering voor dit nummer.